# 熊谷太三郎
熊谷 太三郎（くまがい たさぶろう、1906年11月3日 - 1992年1月15日）は、日本の実業家、政治家。
科学技術庁長官（第32代）、参議院議員（4期）、福井市長（官選第10代、公選初代）。熊谷組2代目社長。行政、事業の両面で原子力発電所の建設を推進した。

## 来歴・人物

福井市中央公園の熊谷太三郎像（福井県福井市大手）

建設業を営む熊谷三太郎の二男として福井県福井市豊島上町に生まれた。旧制福井県立福井中学校、旧制第一高等学校を経て、京都帝国大学経済学部に入学し1930年に卒業。一高在学時には、アララギ会に入会。このとき、斎藤茂吉や土屋文明から短歌の指導を受けている。
その後、家業の建設業に従事していたが、1933年4月、飛島組（現在の飛島建設）社長の後援により福井市会議員選挙に市議でもあった父の後継として当選。まもなく市会議長となり、飛島組の取締役になる。市会では2期12年半議員として在籍した。
1938年1月、飛島組から独立し、株式会社熊谷組が創設され、父の三太郎が社長で、太三郎は副社長となった。同年3月8日付けで、1936年1月に福井県立福井中学校ほか2校の建設費及び備品費として1万円寄付により紺綬褒章受章。1945年10月2日、市会の選出によって福井市名誉職市長となった。1947年に公選となり、改めて市長に当選。市長在任中は、戦後全国で初めて福井市内の下水道整備を推進。熊谷が推進した結果、昭和30年代には福井市の下水道普及率が全国で1位になっている。
1947年（昭和22年）10月26日、福井市に昭和天皇が行幸（昭和天皇の戦後巡幸）。天皇が戦災者、海外引揚者を収容した福井同胞園を視察した際に概要説明を行った。
1957年、建設業経営に努め成果を挙げ関係団体要職に就いて業界発展に寄与したとして藍綬褒章受章。
2代目社長を経て会長となった熊谷は1962年7月、福井を地盤に自民党の参議院議員に初当選。政治家としては科学技術庁長官と国務大臣・原子力委員会委員長を歴任し、高速増殖炉もんじゅの建設を推進した。参議院は5期務めている。熊谷は長らく、北陸で長者番付1位の座にあった。また、1963年より福井短期大学学長。同年3月、敦賀市立葉原小学校備品としてテレビ1台ほか1点寄付により1964年12月9日紺綬褒章受章（飾版）。1965年には開学したばかりの福井工業大学初代学長（初代名誉総長）を1970年まで務めた。1975年2月、福井市立旭小学校備品として調整卓を寄付により同年11月29日紺綬褒章受章（飾版）。1984年までに紺綬褒章は計6回受章している。
1986年、裁判官弾劾裁判所裁判長。
福井テレビジョン放送代表取締役会長（会社設立時から死去日まで、科学技術庁長官在任時は一時退任）、日刊福井代表取締役会長（初代）も歴任。
1992年1月15日、急性肺炎のため福井市の福井県済生会病院で死去した。85歳没。哀悼演説は同年2月14日、参議院本会議で原文兵衛により行われた。